# Roberto Cavallo

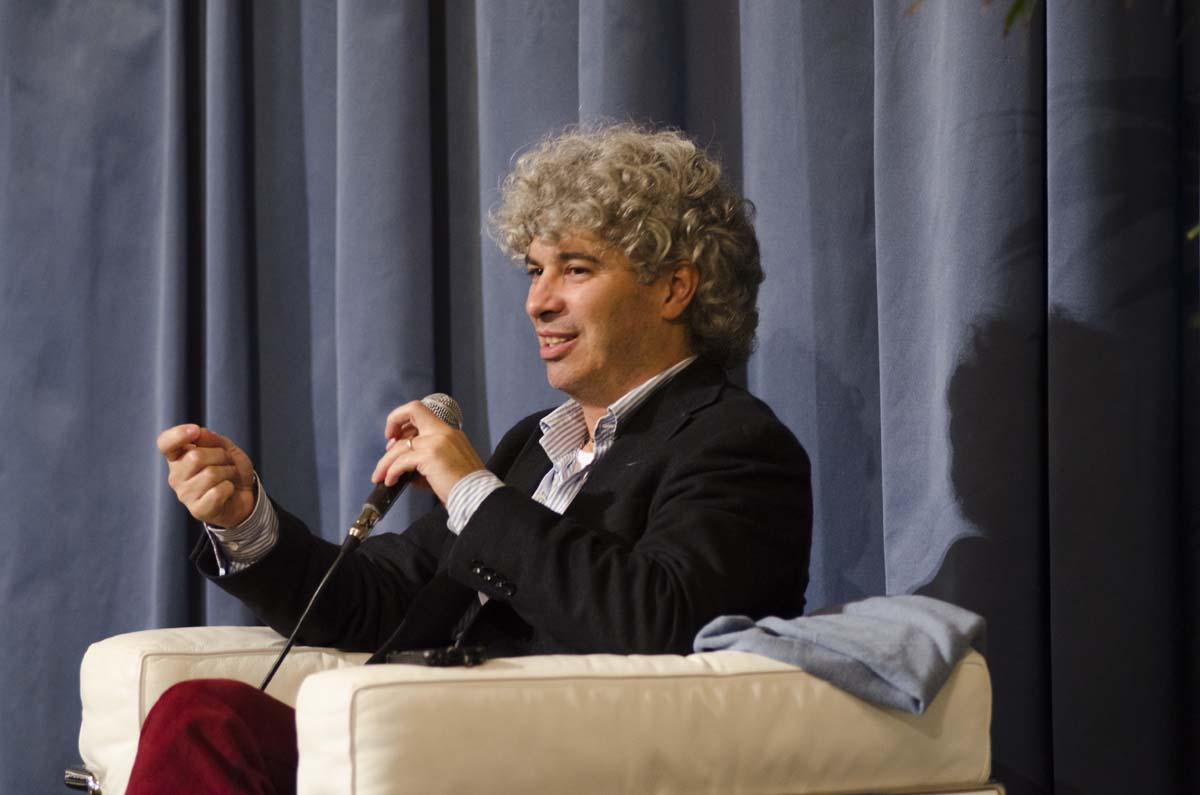
Roberto Cavallo

Roberto Cavallo (Torino, 14 febbraio 1970) è un agronomo e saggista italiano.

## Biografia
Consegue la laurea alla Facoltà di Agraria dell'Università degli Studi di Torino nel 1994. 
Nel 1996 fonda, insieme ad altri soci, la cooperativa ERICA Soc. Coop. tra le prime aziende in Italia ad occuparsi di rifiuti sia in termini di progettazione tecnica che di comunicazione. In ERICA Soc. Coop. ricopre fino al 1999 il ruolo di direttore per poi diventarne, in quello stesso anno, presidente e infine, nel 2014, amministratore delegato. 
Dal 1997 al 1999 è assessore all'Ambiente, Agricoltura e Protezione Civile del Comune di Alba e successivamente, dal giugno 2024, assessore alla Transizione Ecologica, Agricoltura e Attività Produttive.
Nel 2001 viene nominato valutatore esperto per la Commissione europea dalla Direzione generale Ricerca.
Dal dicembre 2002 ricopre la carica di presidente di AICA (Associazione Internazionale per la Comunicazione Ambientale). 
Nel giugno 2003 entra nel Consiglio di Amministrazione di ACR+ (Association Cities and Regions for Recycling and Sustainable Management of Resources) di cui viene eletto vicepresidente nel novembre 2014. In quello stesso anno il Ministero dell’Ambiente e della Tutela del Territorio e del Mare nomina Cavallo vicepresidente del Comitato Scientifico per l'implementazione e lo sviluppo del Piano Nazionale di Prevenzione dei Rifiuti in carica fino al 2017 (Ministero dell'Ambiente e della Tutela del Territorio e del Mare, decreto del Ministro Gian Luca Galletti, n. 185 dell'8 luglio 2014) rinnovato fino al 2020.
Da aprile 2025 è eletto presidente della Consulta per lo sviluppo economico, attività produttive e commercio di ANCI Piemonte
Roberto Cavallo è stato inoltre consulente all'Assessorato all'Ambiente della Regione Piemonte per la redazione del Piano Regionale per la Gestione Integrata dei Rifiuti Urbani, la revisione della legge regionale 24/02 e la revisione della legge regionale 32/82 e ha redatto piani di riduzione e gestione dei rifiuti per numerose regioni e comuni italiani e realtà internazionali, tra cui anche la gestione dei rifiuti nella Striscia di Gaza nel 2017 e per il nuovo governo della Tunisia dopo la Rivoluzione dei Gelsomini.
Ai suoi ruoli istituzionali si va poi ad aggiungere una lunga lista di partecipazioni, in qualità di relatore, a convegni internazionali e, sia come ospite che come coautore, a trasmissioni radio-televisive. Fra le sue più importanti apparizioni in tv, quella alle due edizioni della trasmissione Scala Mercalli in onda su Rai3 di cui è ospite, interprete e coautore e in cui, nell'edizione 2016, cura una rubrica composta da una serie di brevi documentari dedicati alle diverse filiere del riciclo.
Roberto Cavallo è autore di numerose pubblicazioni e libri su tematiche scientifico-ambientali e membro del comitato scientifico della rivista L'Ambiente. È autore del libro Meno Cento Chili – Ricette per la dieta della nostra pattumiera (2011), nato dall'omonimo spettacolo teatrale e vincitore del Premio Kafka 2011, pubblicato da Edizioni Ambiente, da cui è stato tratto un docufilm per la regia di Emanuele Caruso che ha visto la partecipazione di Giuseppe Cederna.
Insieme a Oliviero Alotto, è ideatore, testimonial ambientale, e runner di Keep Clean And Run, evento centrale italiano della campagna europea di sensibilizzazione contro il fenomeno dell'abbandono dei rifiuti Let’s Clean Up Europe.  Tenutosi per la prima volta nel maggio 2015, è un'eco-maratona durante la quale i corridori raccolgono i rifiuti abbandonati lungo il percorso al fine di informare e sensibilizzare la cittadinanza sulle conseguenze di questo fenomeno.
L'edizione 2017 di Keep Clean And Run, dal Vesuvio all'Etna, è stata documentata in un film di Mimmo Calopresti, dal titolo Immondezza - La Bellezza salverà il mondo, vincitore dell'Awareness Film Festival di Los Angeles.

## Libri
- Cavallo R., Cavallo O., Dellapiana G., Guida alle orchidee spontanee delle Langhe, Amici del Museo F Eusebio, 1993
- Cavallo R., Come conoscere la montagna, Amici del Museo F. Eusebio, 1993
- Cavallo R., Cavallo O., Escursioni Le Langhe, Cierre Edizioni, 1999
- Cavallo R., Prodotti di nicchia di Langhe e Roero, Artistica Piemontese, 2004
- Cavallo R., Napoli Express, Palomar, 2005
- Cavallo R., Oreste: 70 anni di cose, Artistica Piemontese, 2007
- Cavallo R., (a cura di), Gestione dei rifiuti urbani biodegradabili: quali prospettive per le autorità locali europee?, 2007
- Cavallo R. (a cura di), Il compostaggio domestico – Tecniche e consigli utili, 2007
- Cavallo R., (a cura di), Parametri quantitativi per la prevenzione dei rifiuti, 2010
- Cavallo R., Pensieri, parole…omissioni, L'Artistica, 2011
- Cavallo R., Meno 100 chili. Ricette per la nostra pattumiera, Edizioni Ambiente, 2011
- Cavallo R., Dieci azioni per zero rifiuti: soluzioni concrete per comuni aziende e cittadini, Edizioni Ambiente, 2013
- AA.VV. Giallo Verde: un'opera in 500 minuti, Edizioni Ambiente, 2013
- Cavallo R., Voglio raccontarti una storia, 2014
- Cavallo R., Keep Clean And Run, Fusta Editore, 2015
- Cavallo R., Keep Clean And Run – a piedi da San Benedetto del Tronto a Roma, Fusta Editore, 2016
- Cavallo R., La Bibbia dell'Ecologia – Riflessioni sulla cura del Creato, ElleDiCi, 2018
- Cavallo R. (a cura di), Le parole della Transizione Ecologica. Un lessico per l'economia circolare, Edizioni Ambiente, 2021
- Cavallo R., Economia della Staffetta, Lu::Ce Edizioni, 2025

## Film
- Meno 100 kg - ricette per la dieta della nostra pattumiera, con Giuseppe Cederna, Luca Mercalli, Oliviero Corbetta, Cristina Gabetti, Mario Tozzi, regia di Emanuele Caruso (2013)[14]
- Immondezza - La bellezza salverà il mondo, regia di Mimmo Calopresti (2017)[15]
- The Peacerunner - Keep Clean And Run for Peace 2021, regia di Diego Zicchetti (2021)[16]
- Non c'è un Pianeta B - dal vare il mondo correndo, musiche originali de La Quadrilla Folk Band, regia di Diego Zicchetti (2024)[17]

## Riconoscimenti
- Finalista al Premio letterario Città di Arona – Gian Vincenzo Omodei Zorini 2005[18]
- Premio della critica al Premio “Parnaso delle Muse” 2005 – Martina Franca con il libro Prodotti di Nicchia[19]
- Premio speciale concorso letterario Kafka Italia 2011[20]
- Primo premio assoluto Concorso Internazionale “Parole in punta di shaker” per la lirica “Pasqua 2010”
- Premio "L'ebbrezza della vita", Catania 2019[21]
- Premio XVII edizione Concorso Letterario Internazionale “Lago Gerundo”[22]
- 3º classificato 14 edizione “PREMIO LETTERARIO INTERNAZIONALE .-VOCI CITTA’ DI ROMA”[23]
- Premio Cartesar Carlo De Iulis, 2019[24]
- Primo premio alla 2ª edizione del Concorso letterario e fotografico “La voce della Natura: Armonia, Benessere e Spiritualità”, Roma 2019[25]
- Primo classificato Premio Internazionale “Città di Castrovillari”[26]
- Premio Rotary Alba, 2019[27]
- Premio “Road to green Award”, 2018[28]